# 背靠背電影製作
背靠背（英語：Back to back）又稱套拍，是一種電影或電視劇的製作用語，指兩部電影或兩集或兩季劇集接續著拍攝，以節省成本和時間。
在科幻、奇幻、動作、恐怖、驚悚和冒險類型的作品中，如果第一部電影獲得商業上的成功，那就足以推出續作。若一部長篇作品按需要分成多部電影上映，此時片商為了降低成本及製作時間，來使電影如期上映，就常使用背靠背方式來拍攝。利用與前作的相襯的時空、背景、架構、角色，來達到與傳遞前作故事的延續目的。

## 优点
该制度的好处是，电影制片厂不必再为支付不参与当前电影制作的人员的薪酬而费心，也不必为了有效利用人力资源的沉没成本而频繁地为电影开绿灯，从而有效地利用人力资源中的沉没成本。制片厂从强调“制作速度”转向“更加合作的拍摄前规划”。
对于每一部电影，制片厂最终都要承担巨大的交易成本。因为他们不仅要以合适的价格找到合适的人选，还要在合适的时间找到合适的人选。所有成功的导演和制片人都有自己偏爱的演职人员，但如果最合适的角色演员、服装设计师或音乐作曲家都已经被预定没有了档期，这对制片厂来说会是一个巨大的问题。与以前的制度相比，导演和明星要花费更多的时间来谈判每部新电影的合约。
因此，如果一部影片的票房很好，而且似乎已经通过特定的演员、剧组和故事情节建立起了成功的模式，那么将续集的交易成本降至最低的方法之一就是尽快（在任何人去世、退休或参与其他可能的档期冲突之前）重新召集尽可能多的团队成员，并与他们签订一份单一的制作合同，该合同将作为多部影片进行剪辑、发行和宣传。
对于电影和电视剧来说，续集之间没有明显的时间间隔，背靠背拍摄可以最大限度地减少演员在续集之间明显老化的问题。詹姆斯·卡梅隆将这一问题称为「怪奇物語效应」——也就是本应是高中生的角色却由看起来大了十岁的演员扮演，以此来解释他为什么要背靠背拍摄《阿凡达》的第二、第三和第四部的续集部分。

## 例子
- 1989年荷里活電影《回到未來續集》、1990年《回到未來第三集》
- 2011年台灣電影 《賽德克·巴萊：太陽旗》和《賽德克·巴萊：彩虹橋》
- 2013年中國大陆電影《小时代》和《小时代：青木时代》
- 2015年二十世紀影業《移動迷宮：焦土試煉》和《移動迷宮：死亡解藥》
- 2018年韓國電影《與神同行》和《與神同行：最終審判》
- 《格雷的五十道陰影：束縛》（2017年）和《格雷的五十道陰影：自由》（2018年）[3]
- 2018年漫威的《復仇者聯盟3 : 無限之戰》與2019年的《復仇者聯盟4：終局之戰》，以及2018年的《黑豹》也採用同樣方式在同一片場中同步進行拍攝。
- 2020年1月《星空奇遇記：皮尚魯》第二季和第三季
- 2021年中國大陆電影《长津湖》和《长津湖之水门桥》
- 2023年中国大陆电影《封神三部曲》